# Hylarana persimilis
Hylarana persimilis är en groddjursart som först beskrevs av Van Kampen 1923.  Hylarana persimilis ingår i släktet Hylarana och familjen egentliga grodor. IUCN kategoriserar arten globalt som otillräckligt studerad. Inga underarter finns listade i Catalogue of Life.